# Adelia barbinervis
Adelia barbinervis är en törelväxtart som beskrevs av Adelbert von Chamisso och Diederich Franz Leonhard von Schlechtendal. Adelia barbinervis ingår i släktet Adelia och familjen törelväxter. Inga underarter finns listade i Catalogue of Life.